# Carl Gregor Herzog zu Mecklenburg
Carl Gregor Herzog zu Mecklenburg (Remplin, 1933. március 14. – Hechingen, 2018. július 23.)  német zenetudós és művészettörténész.

## Származása és ifjúkora
Carl Gregor Irene von Rajevsky és Georg Herzog zu Mecklenburg utolsó gyermekeként, egyben második fiaként született egy négygyermekes családba. Az anya halála után az apja 1956-ban Habsburg Saroltát, IV. Károly magyar király lányát, feleségül vett.
A családja 1940-ig a Malchin mellett fekvő remplini kastélyban élt, ami 1940-ben leégett. 1944-ben átköltöztök Berlinből  Sigmaringenba.

## Élete
1954-től Carl Gregor tanult a konstanzi konzervatóriumban és a tübingeni egyetemen, majd Stuttgartban és Tübingenben dolgozat.
1974 és 1992 között a Rottenburg-Stuttgarti egyházmegyei múzeum  igazgatója volt.
1965-ben feleségül vett Maria Margarethe Prinzessin von Hohenzollernt (1928–2006). A házaspár gyermektelen maradt.

## Főbb művei

### Zene
- Ägyptische Rhythmik. Rhythmen und Rhythmusinstrumente im heutigen Ägypten. Heitz, Straßburg/Baden-Baden 1960.
- Bibliographie einiger Grenzgebiete der Musikwissenschaft. Heitz, Baden-Baden 1962.
- [mit Waldemar Scheck:] Die Theorie des Blues im modernen Jazz. Heitz, Straßburg/Baden-Baden 1963; Koerner, Baden-Baden 1971. ISBN 3-87320-545-9
- International Jazz Bibliography. Jazz Books from 1919 to 1968. Heitz, Straßburg/Baden-Baden 1969.
  - 1970 supplement to International Jazz Bibliography & International drum & percussion bibliography. Universal-Edition, Graz/Wien 1971.
  - 1971/72/73 supplement to International jazz bibliography (ijb) & selective bibliography of some jazz background literature & bibliography of two subjects previously excluded. Universal-Edition, Graz 1975. ISBN 3-7024-0075-3
- Stilformen des Jazz. Vom Ragtime zum Chicago Stil. Universal-Edition, Wien 1973. ISBN 3-7024-0058-3
- Stilformen des modernen Jazz. Vom Swing zum Free Jazz. Koerner, Baden-Baden 1979. ISBN 3-87320-563-7
- [mit Hans Hickmann:] Catalogue d’enregistrements de musique folklorique égyptienne. Précédé d’un rapport préliminaire sur les traces de l’art musical pharaonique dans la mélopée de la vallée du Nil. Koerner, Baden-Baden 1979. ISBN 3-87320-537-8
- [mit Norbert Ruecker:] International bibliography of jazz books. 2 Bände. Koerner, Baden-Baden. ISBN 3-87320-567-X
  - Vol. 1.: 1921–1949. 1983
  - Vol. 2.: 1950–1959. 1988

### Művészet
- Correggio in der deutschen Kunstanschauung in der Zeit von 1750 bis 1850. Mit besonderer Berücksichtigung der Frühromantik. Heitz, Baden-Baden/Straßburg 1970, ISBN 3-87320-347-2
- Flämische Jagdstilleben von Frans Snyders und Jan Fyt. Das Jagdstilleben als selbständige Bildgattung in seiner Blütezeit. Parey, Hamburg/Berlin 1970, ISBN 3-490-31311-9
- (Hrsg.): Das Diözesanmuseum in Rottenburg am Neckar. Gemälde und Plastiken. Katalog und stilkundlicher Führer. Bischöfliches Ordinariat, Rottenburg 1978
- Erlebnis der Landschaft und adliges Landleben. Einführungen und Bibliographien zum Verständnis der Landschaft und eines deutschen Standes von 1870 bis zur Gegenwart. Propyläen-Verlag, Frankfurt/Berlin/Wien 1979, ISBN 3-549-07386-0
- Garten und Landschaft gestern und heute. Zur Geschichte der Gefühle in der Natur. PES-Edition, Haigerloch 1984, ISBN 3-89076-001-5

## Fordítás
- Ez a szócikk részben vagy egészben a Carl Gregor Herzog zu Mecklenburg című német Wikipédia-szócikk fordításán alapul.  Az eredeti cikk szerkesztőit annak laptörténete sorolja fel. Ez a jelzés csupán a megfogalmazás eredetét és a szerzői jogokat jelzi, nem szolgál a cikkben szereplő információk forrásmegjelöléseként.